# Timotes malleatus
Timotes malleatus är en insektsart som beskrevs av Ronderos och Cerda 1982. Timotes malleatus ingår i släktet Timotes och familjen gräshoppor. Inga underarter finns listade i Catalogue of Life.